# Iga Świątek
Iga Natalia Świątek (phát âm tiếng Ba Lan: [ˈiɡa ˈɕfjɔntɛk]; sinh ngày 31 tháng 5 năm 2001) là một vận động viên quần vợt người Ba Lan. Cô đã giành được 22 danh hiệu đơn ITF. Ngày 09/06/2024, tại Giải quần vợt Pháp Mở rộng (Roland Garros)  cô giành chức vô địch Grand Slam danh giá. Hiên tại cô đã có 22 danh hiệu (5 Grand slam, trong đó 4 Pháp, 1 Mỹ , 1WTA FINAL, 10 WTA1000. Ngày 04/04/2022 lần đầu tiên trong sự nghiệp đứng đầu thế giới với vị trí số 1 trên BXH.
Trong sự nghiệp trẻ, cô là thành viên của Ba Lan vô địch Fed Cup Trẻ vào năm 2016. Cô cũng vô địch nội dung đôi nữ trẻ Giải quần vợt Pháp Mở rộng 2018 với Caty McNally, người đã thắng cô ở vòng bán kết nội dung đơn nữ trẻ, nhưng sau đó cô đã vô địch nội dung đơn nữ trẻ tại Wimbledon, đánh bại Leonie Küng của Thụy Sĩ sau 2 set đấu. Cô hoàn thành sự nghiệp trẻ của mình tại Thế vận hội Trẻ Mùa hè 2018 ở Buenos Aires, khi cô giành huy chương vàng nội dung đôi nữ trẻ với Kaja Juvan của Slovenia, người giành huy chương vàng ở nội dung đơn nữ trẻ.
Nhưng với Świątek hạng 54 thế giới thì khác, cô đã viết nên "câu chuyện cổ tích" và tạo dựng những cột mốc lịch sử trên hành trình tiến vào chung kết. Świątek trở thành tay vợt nữ trẻ nhất lọt vào chung kết Roland Garros - 2020 sau 19 năm. Đồng thời cô cũng là tay vợt người Ba Lan đầu tiên vào chung kết giải đấu này sau suốt 81 năm. Điều đáng nói là con đường đi đến trận chung kết của  Świątek không phải do "ăn may" mà được tạo nên bằng những chiến thắng hết sức vang dội, Świątek đã trải qua tổng cộng 6 trận đấu, chưa để thua 1 ván nào và toàn thắng cả 12 ván. Trong trận chung kết đơn nữ lịch sử giải Pháp mở rộng - Roland Garros (ngày 10/10/2020), Iga Świątek thắng Sofia Kenin (Mỹ): 2-0 (6-4 và 6-1) chỉ trong 1 giờ 24 phút. Chiến thắng ấy giúp tay vợt tuổi teen trở thành nhà vô địch Grand Slam danh giá; Cô có thêm 1760 điểm, tăng 37 bậc, xếp hạng 17 bậc - là lần đầu tiên lọt vào top 20 thế giới.
- Ngày 27/2/2021, Iga Świątek giành ngôi vô địch ở chung kết giải tennis Adelaide International để có được danh hiệu thứ 2 trong sự nghiệp và được tăng 3 bậc lên hạng, xếp thứ 15.
- Ngày 16/5/2021, tại  Rome Open 2021: Tay vợt nữ 19 tuổi người Ba Lan Iga Świątek đã đè bẹp hạt giống số 9 người Séc Karolina Pliskova 6-0, 6-0 trong trận chung kết để giành chức vô địch Ý mở rộng 2021. Chiến thắng ấn tượng này đưa cô trở thành tay vợt tuổi teen lên ngôi vô địch ở một giải WTA 1000, và lần đầu tiên trong sự nghiệp lọt vào top 10 thế giới với vị trí số 9 trên BXH [4].
- 28/3/2022, một sự kiện khá bất ngờ trong làng quần vợt nữ. Ashleigh Barty (đương kim số 1) đã chính thức tuyên bố từ giã sự nghiệp. Trên bảng xếp hạng WTA đã "gạch tên" cô và đương nhiên Iga Swiatek (Ba Lan), tay vợt nữ mới được tăng hạng 2 vào tuần trước (21/3/2022) nay trở thành tay vợt số 1 thế giới khi còn 2 tháng nữa cô mới tròn 21 tuổi.

## Thống kê sự nghiệp
| VĐ | CK | BK | TK | V# | RR | Q# | A | NH |

| Úc Mở rộng   | V2  | 0 / 1 | 1–1 |
| Pháp Mở rộng | V4  | 0 / 0 | 3–1 |
| Wimbledon    |     | 0 / 0 | 0–0 |
| Mỹ Mở rộng   |     | 0 / 0 | 0–0 |
| Thắng–Bại    | 1–1 | 0 / 1 | 1–1 |

## Chung kết sự nghiệp WTA

### Đơn: 1 (1 á quân)
| Chú thích                           |
| ----------------------------------- |
| Grand Slam (0–0)                    |
| Tour Championships (0–0)            |
| Premier Mandatory & Premier 5 (0–0) |
| Premier (0–0)                       |
| International (0–1)                 |

| Chung kết theo mặt sân |
| ---------------------- |
| Cứng (0–0)             |
| Đất nện (0–1)          |
| Cỏ (0–0)               |
| Thảm (0–0)             |

| Kết quả | T–B | Ngày             | Giải đấu                    | Thể loại      | Mặt sân | Đối thủ       | Tỷ số         |
| ------- | --- | ---------------- | --------------------------- | ------------- | ------- | ------------- | ------------- |
| Á quân  | 0–1 | Tháng 4 năm 2019 | Ladies Open Lugano, Thụy Sĩ | International | Đất nện | Polona Hercog | 3–6, 6–3, 3–6 |

## Chung kết ITF

### Đơn: 7 (7–0)
| Chú thích     |
| ------------- |
| $100,000      |
| $80,000       |
| $60,000 (2–0) |
| $25,000 (1–0) |
| $15,000 (3–0) |
| $10,000 (1–0) |

| Chung kết theo mặt sân |
| ---------------------- |
| Cứng (2–0)             |
| Đất nện (5–0)          |
| Cỏ (0–0)               |
| Thảm (0–0)             |

| Kết quả | T–B | Ngày              | Giải đấu                    | Mặt sân     | Đối thủ              | Tỷ số         |
| ------- | --- | ----------------- | --------------------------- | ----------- | -------------------- | ------------- |
| Vô địch | 1–0 | Tháng 10 năm 2016 | ITF Stockholm, Thụy Điển    | Cứng (i)    | Laura-Ioana Paar     | 6–4, 6–3      |
| Vô địch | 2–0 | Tháng 2 năm 2017  | ITF Bergamo, Ý              | Đất nện (i) | Martina Di Giuseppe  | 6–4, 3–6, 6–3 |
| Vô địch | 3–0 | Tháng 5 năm 2017  | ITF Győr, Hungary           | Đất nện     | Gabriela Horáčková   | 6–2, 6–2      |
| Vô địch | 4–0 | Tháng 2 năm 2018  | ITF Sharm El Sheikh, Ai Cập | Cứng        | Britt Geukens        | 6–3, 6–1      |
| Vô địch | 5–0 | Tháng 4 năm 2018  | ITF Pelham, Hoa Kỳ          | Đất nện     | Allie Kiick          | 6–2, 6–0      |
| Vô địch | 6–0 | Tháng 9 năm 2018  | ITF Budapest, Hungary       | Đất nện     | Katarina Zavatska    | 6–2, 6–2      |
| Vô địch | 7–0 | Tháng 9 năm 2018  | ITF Montreux, Thụy Sĩ       | Đất nện     | Kimberley Zimmermann | 6–2, 6–2      |

### Đôi: 1 (0–1)
| Chú thích     |
| ------------- |
| $100,000      |
| $80,000       |
| $60,000       |
| $25,000       |
| $15,000 (0–1) |

| Chung kết theo mặt sân |
| ---------------------- |
| Cứng (0–1)             |
| Đất nện (0–0)          |
| Cỏ (0–0)               |
| Thảm (0–0)             |

| Kết quả | T–B | Ngày             | Giải đấu                    | Mặt sân | Đồng đội         | Đối thủ                         | Tỷ số    |
| ------- | --- | ---------------- | --------------------------- | ------- | ---------------- | ------------------------------- | -------- |
| Á quân  | 0–1 | Tháng 2 năm 2018 | ITF Sharm El Sheikh, Ai Cập | Cứng    | Constanze Stepan | Anna Morgina Valeriya Solovyeva | 4–6, 2–6 |

## Fed Cup

### Đơn
| Năm                                                     | Vòng | Ngày                | Địa điểm             | Mặt sân  | Đối thủ  | Đối thủ               | T/B | Tỷ số         |
| ------------------------------------------------------- | ---- | ------------------- | -------------------- | -------- | -------- | --------------------- | --- | ------------- |
| Fed Cup 2018 Khu vực châu Âu/châu phi Nhóm I - Play-off | P/O  | 10 tháng 2 năm 2018 | Tallinn, Estonia     | Cứng (i) | Bulgaria | Petia Arshinkova      | T   | 6–0, 6–4      |
| Fed Cup 2019 Khu vực châu Âu/châu Phi Nhóm I - Bảng A   | V/B  | 6 tháng 2 ănm 2019  | Zielona Góra, Ba Lan | Cứng (i) | Nga      | Natalia Vikhlyantseva | B   | 0–6, 2–6      |
| Fed Cup 2019 Khu vực châu Âu/châu Phi Nhóm I - Bảng A   | V/B  | 8 tháng 2 năm 2019  | Zielona Góra, Ba Lan | Cứng (i) | Đan Mạch | Clara Tauson          | T   | 6–3, 7–6(9-7) |
| Play-off nhóm I                                         | P/O  | 9 tháng 2 năm 2019  | Zielona Góra, Ba Lan | Cứng (i) | Ukraina  | Dayana Yastremska     | B   | 6–7(2–7), 4–6 |

### Đôi
| Năm                                                   | Vòng | Ngày               | Địa điểm             | Mặt sân  | Đồng đội        | Đối thủ | Đối thủ                             | T/B | Tỷ số              |
| ----------------------------------------------------- | ---- | ------------------ | -------------------- | -------- | --------------- | ------- | ----------------------------------- | --- | ------------------ |
| Fed Cup 2018 Khu vực châu Âu/châu Phi Nhóm I - Bảng D | V/B  | 9 tháng 2 năm 2018 | Tallinn, Estonia     | Cứng (i) | Alicja Rosolska | Turkey  | Ayla Aksu Basak Eraydin             | B   | 3–6, 6–2, 1–6      |
| Fed Cup 2019 Khu vực châu Âu/châu phi Nhóm I - Bảng A | V/B  | 6 tháng 2 năm 2019 | Zielona Góra, Ba Lan | Cứng (i) | Alicja Rosolska | Russia  | Margarita Gasparyan Daria Kasatkina | W   | 6–0, 3–6, 6–3      |
| Play-off nhóm I                                       | P/O  | 9 tháng 2 năm 2019 | Zielona Góra, Ba Lan | Cứng (i) | Alicja Rosolska | Ukraine | Marta Kostyuk Kateryna Kozlova      | W   | 6–1, 1–6, 7–6(7-5) |

## Chung kết Grand Slam Trẻ

### Đơn nữ trẻ
| Kết quả | Năm  | Giải đấu  | Mặt sân | Đối thủ     | Tỷ số    |
| ------- | ---- | --------- | ------- | ----------- | -------- |
| Vô địch | 2018 | Wimbledon | Cỏ      | Leonie Küng | 6–4, 6–2 |

### Đôi nữ trẻ
| Kết quả | Năm  | Giải đấu     | Mặt sân | Đồng đội        | Đối thủ                           | Tỷ số         |
| ------- | ---- | ------------ | ------- | --------------- | --------------------------------- | ------------- |
| Á quân  | 2017 | Úc Mở rộng   | Cứng    | Maja Chwalińska | Bianca Andreescu Carson Branstine | 1–6, 6–7(4–7) |
| Vô địch | 2018 | Pháp Mở rộng | Đất nện | Caty McNally    | Yuki Naito Naho Sato              | 6–2, 7–5      |

## Kết quả ITF trẻ

### Đơn: 8 (6 danh hiệu, 2 á quân)
| Chú thích (T–B)      |
| -------------------- |
| Grand Slam Trẻ (1–0) |
| Thể loại GA (0–1)    |
| Thể loại G1 (2–0)    |
| Thể loại G2 (0–1)    |
| Thể loại G3 (0–0)    |
| Thể loại G4 (3–0)    |
| Thể loại G5 (0–0)    |

| Kết quả | Số | Ngày                | Giải đấu             | Mặt sân | Đối thủ            | Tỷ số              |
| ------- | -- | ------------------- | -------------------- | ------- | ------------------ | ------------------ |
| Vô địch | 1. | 26 tháng 4 năm 2015 | Nottingham, Anh Quốc | Cứng    | Emily Smith        | 6–4, 3–6, 6–3      |
| Vô địch | 2. | 24 tháng 5 năm 2015 | Budapest, Hungary    | Đất nện | Johana Markova     | 6–2, 6–2           |
| Vô địch | 3. | 20 tháng 6 năm 2015 | Riga, Latvia         | Đất nện | Paulina Bakaite    | 6–3, 6–0           |
| Á quân  | 1. | 6 tháng 9 năm 2015  | Prague, Cộng hòa Séc | Đất nện | Anastasia Zarytska | 5–7, 1–6           |
| Vô địch | 4. | 3 tháng 9 năm 2016  | Repentigny, Canada   | Cứng    | Olga Danilović     | 3–6, 2–0 bỏ cuộc   |
| Vô địch | 5. | 19 tháng 1 năm 2017 | Traralgon, Úc        | Cứng    | Marta Kostyuk      | 6–3, 6–3           |
| Á quân  | 2. | 28 tháng 5 năm 2017 | Milan, Ý             | Đất nện | Elena Rybakina     | 6–1, 6–7(5–7), 3–6 |
| Vô địch | 6. | 14 tháng 7 năm 2018 | Wimbledon            | Cỏ      | Leonie Küng        | 6–4, 6–2           |

### Đôi: 5 (3 danh hiệu, 2 á quân)
| Chú thích (T–B)      |
| -------------------- |
| Grand Slam Trẻ (1–1) |
| Thể loại GA (0–0)    |
| Thể loại G1 (1–0)    |
| Thể loại G2 (0–1)    |
| Thể loại G3 (0–0)    |
| Thể loại G4 (1–0)    |
| Thể loại G5 (0–0)    |

| Kết quả | Số | Ngày                | Giải đấu             | Mặt sân | Đồng đội           | Đối thủ                                 | Tỷ số          |
| ------- | -- | ------------------- | -------------------- | ------- | ------------------ | --------------------------------------- | -------------- |
| Vô địch | 1. | 20 tháng 6 năm 2015 | Riga, Latvia         | Đất nện | Wiktoria Rutkowska | Ninel Batalova Hanna Sokal              | 6–3, 6–4       |
| Á quân  | 1. | 6 tháng 9 năm 2015  | Prague, Cộng hòa Séc | Đất nện | Daria Kuczer       | Barbora Matusova Eva Marie Voracek      | 6–7(4–7), 1–6  |
| Vô địch | 2. | 19 tháng 1 năm 2017 | Traralgon, Úc        | Cứng    | Maja Chwalińska    | Gabriella Da Silva Fick Kaitlin Staines | 3–6, 6–4, 10–7 |
| Á quân  | 2. | 27 tháng 1 năm 2017 | Úc Mở rộng           | Cứng    | Maja Chwalińska    | Bianca Andreescu Carson Branstine       | 1–6, 6–7(4–7)  |
| Vô địch | 3. | 8 tháng 6 năm 2018  | Pháp Mở rộng         | Đất nện | Caty McNally       | Yuki Naito Naho Sato                    | 6–2, 7–5       |

### Giải đồng đội: 1 (1 danh hiệu)
| Kết quả | Số | Ngày                | Giải đấu                       | Mặt sân | Đồng đội/Đội                             | Đối thủ                                  | Tỷ số |
| ------- | -- | ------------------- | ------------------------------ | ------- | ---------------------------------------- | ---------------------------------------- | ----- |
| Vô địch | 1. | 2 tháng 10 năm 2016 | Fed Cup Trẻ, Budapest, Hungary | Đất nện | Maja Chwalińska Stefania Rogozińska-Dzik | Amanda Anisimova Claire Liu Caty McNally | 2–1   |

## Thành tích đối đầu với tay vợt trong top 50
- Simona Halep 1–1
- Mona Barthel 1–0
- Zarina Diyas 1–0
- Viktória Kužmová 1–0
- Kristýna Plíšková 1–0
- Wang Qiang 1–0
- Monica Puig 1–0
- Jana Čepelová 1–1
- Madison Brengle 0–1
- Camila Giorgi 0–1
- Dayana Yastremska 0–1
- Polona Hercog 0-1

## Vinh danh
- Huân chương Công trạng Vàng (Złoty Krzyż Zasługi) – 23/10/2020 của Nhà nước Ba Lan [5].